# Groble (województwo dolnośląskie)
Groble (niem. Tammendorf) – wieś w Polsce położona w województwie dolnośląskim, w powiecie legnickim, w gminie Chojnów.

## Podział administracyjny
W latach 1954–1959 wieś należała i była siedzibą władz gromady Groble, po jej zniesieniu w gromadzie Krzywa. W latach 1975–1998 miejscowość administracyjnie należała do województwa legnickiego.

## Zabytki

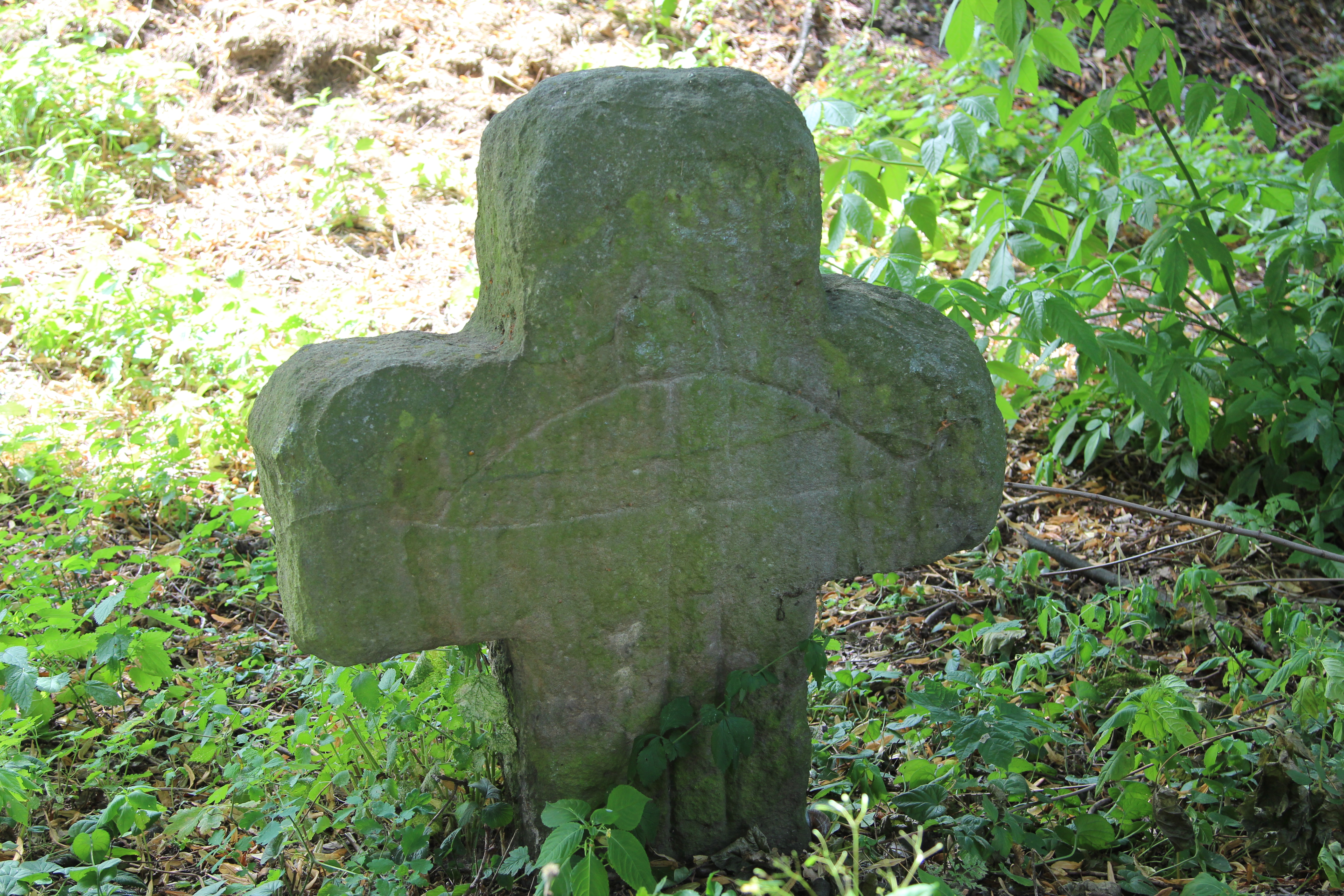
Kamienny krzyż

Do wojewódzkiego rejestru zabytków wpisany jest:
- dwór, obecnie dom nr 24 D, z 1880 r.